# Ардне сир Мериз
Ардне сир Мериз (фр. Ardenay-sur-Mérize) је насељено место у Француској у региону Лоара, у департману Сарт.
По подацима из 2011. године у општини је живело 487 становника, а густина насељености је износила 41,73 становника/km².

## Демографија
| 1962. | 1968. | 1975. | 1982. | 1990. | 2011. |
| ----- | ----- | ----- | ----- | ----- | ----- |
| 260   | 237   | 241   | 331   | 369   | 487   |